# Nikolai Walterowich Friesen
Nikolai Walterowich Friesen (en ruso: Николай Вальтерович Фризен ( 1957 ) es un botánico germano-ruso, desarrollando actividades académicas en el Jardín Botánico de la Universidad de Osnabrück, Osnabrück
Realizó la identificación y clasificación de nuevas especies en las familias Alliaceae y Ranunculaceae; publicándolas en Aliso ; Fl. Sibir. (Arac.-Orchidac.); Molec. Phylogen. Evol.; Bot. Zhurn. (Moscú & Leningrado); Novosti Sist. Vyssh. Rast.

## Algunas publicaciones
- 2010. Gattung Allium L., Lauch. Freundeskreis Botanischer Garten. Ed. Botan. Garten der Univ.

- 2010. Warum "duften" Knoblauch, Zwiebel und Lauch so unterschiedlich? Freundeskreis Botanischer Garten. Ed. Botan. Garten der Univ.

- La abreviatura «N.Friesen» se emplea para indicar a Nikolai Walterowich Friesen como autoridad en la descripción y clasificación científica de los vegetales.[2]